# Etničke grupe Bjelorusije
Etničke grupe Bjelorusije. 9.635.000 (UN Country Population; 2008)
- Armenci	24.000
- Azeri, Sjeverni	5100
- Baltički Romi	11.000
- Baškirci 1300
- Bjelorusi	7.470.000
- Britanci	50
- Bugari	900
- Čuvaši	3400
- Estonci	800
- Gruzijci	2900
- Karelijci	1000
- Kazahi	2300
- Latvijci	1000
- Litvanci	9700
- Marijci (Brdski)	1000
- Moldavci	5100
- Mordvini (Erzja) 2600
- Nijemci	3400
- Oseti	800
- Poljaci	408.000
- Rumunji	5100
- Rusi	1.272.000
- Tatari	13.000
- Udmurti	1300
- Ukrajinci	279.000
- Uzbeci, Južni	3600
- Židovi	106.000